# Triac-Lautrait

Triac-Lautrait este o comună în departamentul Charente, Franța. În 1 ianuarie 2022 avea o populație de 462 de locuitori.